# Померли у квітні 2015
|  | Службовий список статей, створений для координації робіт з розвитку теми. Це попередження не встановлюється на інформаційні списки і глосарії. |

### 30 квітня
- Бен Кінг, 76, відомий американський співак соул на початку 60-х.
- Грегорі Мертенс, 24, бельгійський футболіст, захисник футбольних клубів «Серкль» та «Локерен».
- Паташу (Анрієтт Рагон), 96, французька естрадна співачка та акторка («Бельфегор — привид Лувра»).

### 28 квітня
- Запорожцева Лідія Григорівна, 78, українська актриса, відома за виступами в Одеському театрі музичної комедії та Київському театрі оперети, Заслужена артистка УРСР.
- Шукенов Батирхан Камалович, 52, перший соліст казахстансько-російського поп-гурту А-Студіо; інфаркт. [Архівовано 1 травня 2015 у Wayback Machine.]

### 26 квітня
- Заяць Михайло Степанович, 87, український живописець, художник кіно, почесний член Спілки художників України.

### 24 квітня
- Владислав Бартошевський, 93, польський державний і політичний діяч, дипломат, історик, публіцист.
- Хорст-Петер Кретшмер, 59, німецький хокеїст, захисник.

### 23 квітня
- Річард Корлісс, 71, провідний кінокритик американського журналу TIME.

### 22 квітня
- Мельник Роман Васильович, 56, український композитор — аранжувальник, звукорежисер, фаготист, педагог; інсульт.

### 21 квітня
- Багров Микола Васильович, 77, ректор Таврійського національного університету імені В. І. Вернадського (1998–2014), доктор географічних наук, професор, герой України  [Архівовано 18 травня 2015 у Wayback Machine.].

### 20 квітня
- Рішар Антоні, 77, французький співак єгипетського походження.

### 19 квітня
- Алі Абу Мухаммед, 43, 2-й амір самопроголошеної держави Імарат Кавказ, наступник Доку Умарова.

### 18 квітня
- Коршунов Віктор Іванович, 85, російський актор, Народний артист СРСР (1984).

### 16 квітня
- Бєлоусов Валерій Костянтинович, 66 радянський хокеїст, нападник та російський тренер.
- Бузина Олесь Олексійович, 45, український журналіст, публіцист, есеїст, телеведучий; убивство.
- Станіслав Гросс, 45, чеський політик, прем'єр-міністр Чехії (2004–2005); бічний аміотрофічний склероз.

### 15 квітня
- Жоголь Людмила Євгенівна, 84, українська художниця, майстриня гобеленів.
- Калашніков Олег Іванович, 52, український політик, член Партії регіонів; убивство.
- Стороженко Микола, 86, народний художник України.

### 14 квітня
- Персі Следж, 74, американський ритм-енд-блюзавий та соул співак, автор текстів.

### 13 квітня

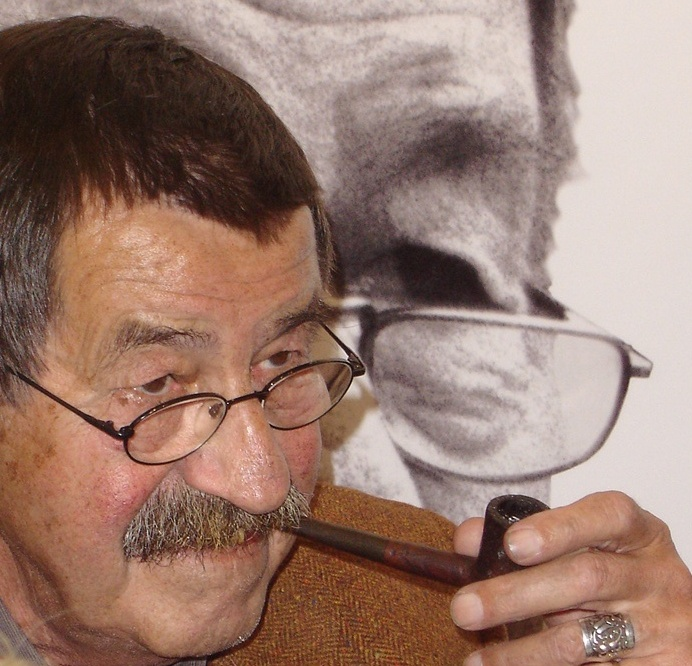
Гюнтер Грасс

- Едуардо Галеано, 74, уругвайський письменник, журналіст.
- Гюнтер Грасс, 87, німецький письменник, лауреат Нобелівської премії з літератури 1999 року.
- Сухобок Сергій Анатолійович, 50, український журналіст; вбивство. [Архівовано 17 квітня 2015 у Wayback Machine.]

### 10 квітня
- Роза Франсіна Рогомбе, 72, габонська політична діячка, в. о. президента країни у 2009 році.

### 9 квітня
- Рогволд Суховерко, 73, російський артист театру та кіно, Заслужений артист Росії.

### 7 квітня
- Джеффрі Льюїс, 79, американський характерний актор, який зіграв у фільмах більше ніж 200 ролей.

### 6 квітня
- Гертруда Вівер, 116, американська довгожителька.

### 4 квітня
- Панасюк Сергій Олександрович, 33, спортивний журналіст, коментатор ТК «Футбол-1»/«Футбол-2»  [Архівовано 5 грудня 2015 у Wayback Machine.]

### 2 квітня

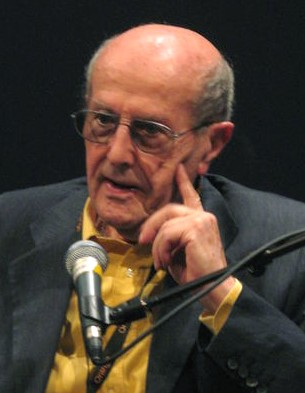
Мануель де Олівейра

- Мануель де Олівейра, 106, португальський кінорежисер і сценарист, найстаріший режисер планети.  [Архівовано 26 квітня 2015 у Wayback Machine.]

### 1 квітня

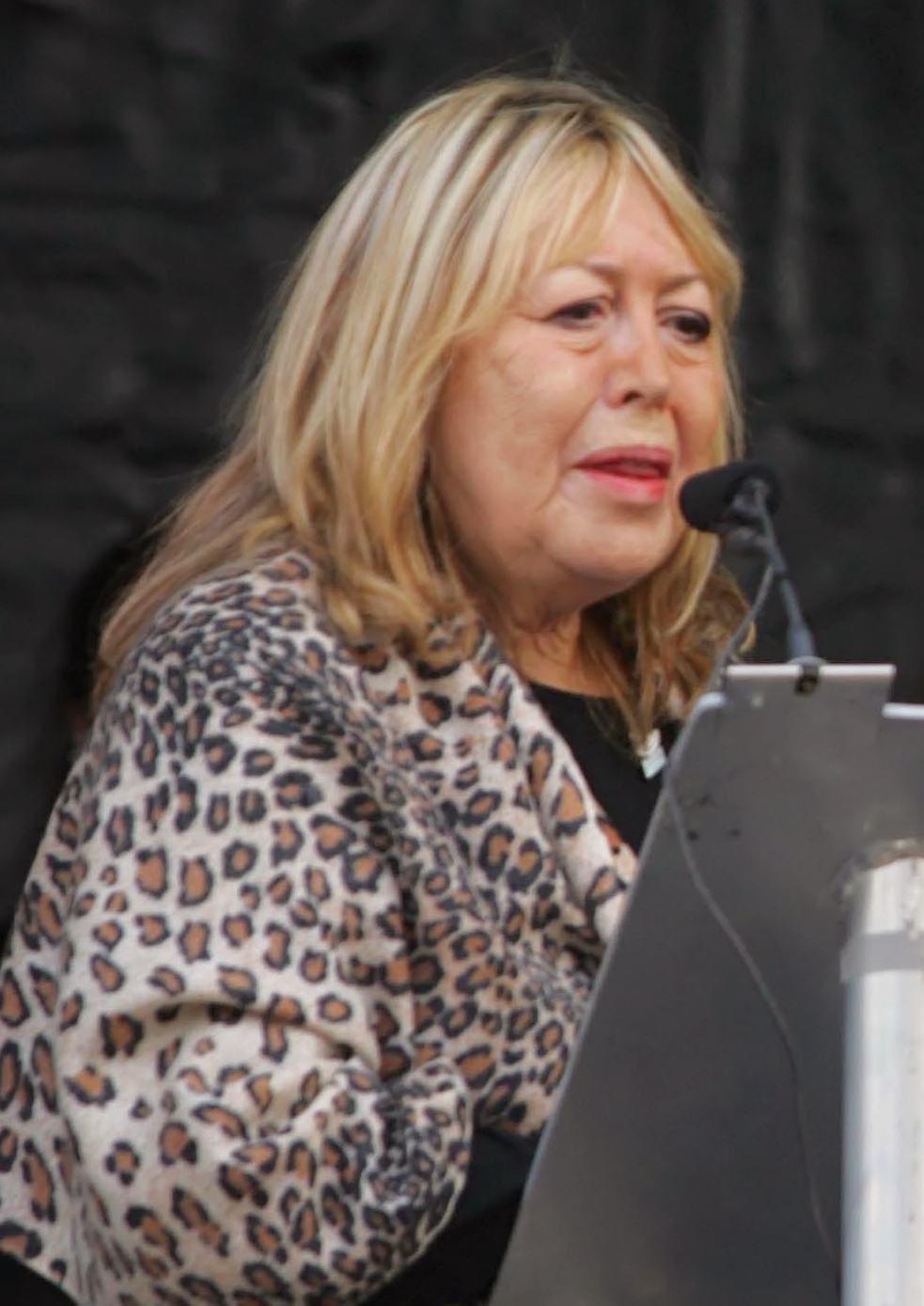
Сінтія Леннон

- Сінтія Леннон, 75, колишня дружина Джона Леннона.
- Окава Місао, 117, японська довгожителька.